# 反人種差別およびフランス人・キリスト教徒アイデンティティ尊重のための総同盟
反人種差別およびフランス人・キリスト教徒アイデンティティ尊重のための総同盟（フランス語：Alliance générale contre le racisme et pour le respect de l'identité française et chrétienne, AGRIF）は、「キリスト教徒のアイデンティティおよびナショナル・アイデンティティの尊厳の侵害」と闘うために1984年に設立された極右団体である。創設者はかつて極右政党「国民戦線」の党員として欧州議会議員を務めたベルナール・アントニーであり、AGRIFと「国民戦線」の関係が指摘されている。「反人種差別」を標榜するが、これについては疑義がある。ベルナール・アントニーの公式ウェブサイトによると、会員は2009年の時点で約6,000人である。

## 主な活動
AGRIFは「報道の自由に係る1881年7月29日付法律」による人種主義的・人種差別的な誹謗中傷、ないしは差別、憎悪または暴力の扇動等を理由として、カトリック、キリスト教徒、フランス人または「白人」に損害を与えると判断される言動、表象等の禁止（発禁）または検閲を求めて、過去に多くの訴訟を提起している。以下に一例を挙げる。ほとんどの告発、訴訟において、表現・報道の自由を理由に却下され、または敗訴している。

### 訴えの却下、敗訴等

#### 書物
- ベッティナ・ランス（フランス語版）(Bettina Rheims) の写真集『I.N.R.I』[7]（「INRI (ユダヤ人の王、ナザレのイエス)」参照）--- AGRIFの訴えは却下された[8]。

#### 映画（AGRIFの要求が一部受け入れられた場合を含む）
- ジャン＝リュック・ゴダール監督の『こんにちは、マリア』（「ゴダールのマリア」参照）[9]

- ジャン＝ピエール・モッキー監督の『彼は地獄で凍えている (Il gèle en enfer)』[10]
- コスタ＝ガヴラス監督の『ホロコースト -アドルフ・ヒトラーの洗礼』[10][11]
- マーティン・スコセッシ監督の『最後の誘惑』（映画上映前に観客に注意喚起するためのメッセージを入れるというAGRIFの要求のみ受け入れられた）[12]

1988年10月22日の深夜、マーティン・スコセッシ監督の映画『最後の誘惑』が上映されていたパリのサン＝ミシェル映画館で放火事件があり、13人が負傷（うち4人は重傷）。テロ事件としてその夜のニュースで一斉に報じられた。ニコス・カザンザキスの小説『キリスト最後のこころみ』に基づき、キリストを悩める人間として描いたこの作品は、AGRIFを含む多くのキリスト教団体から「冒涜」だとして猛烈に批判された。放火事件の犯人はAGRIFのメンバー5人であった。事件後3週間で『最後の誘惑』を上映していたパリの映画館17館のうち15館が上映を中止。国内の他の都市でも小規模ながら同様の事件が発生した。極右政党「国民戦線」は映画フィルムの完全な破壊を求めた。マーティン・スコセッシ監督は、「キリストは人間の試練を一身に引き受けた生身の人間として描く必要があった」と説明した。5人は1990年の裁判で執行猶予付きの禁錮刑と45万フランの罰金刑を言い渡された。
- ロドルフ・マルコーニ（フランス語版）監督の『これが私の肉体』[16]
- ミロス・フォアマン監督の『ラリー・フリント』[17]

#### 美術展等
- アンドレス・セラーノ（英語版）の『おしっこキリスト (Piss Christ)』を展示したラムベール・コレクション（フランス語版）の美術展[10]

#### テレビ番組
- 人形劇による政治風刺ニュース『レ・ギニョール・ド・ランフォ（フランス語版）』[18]

#### 新聞・雑誌
- 『シャルリー・エブド』に対する訴訟5件 --- すべてAGRIFの敗訴[10]

『シャルリー・エブド』はイエス、教皇、聖人、聖具などを何度となく風刺画に描いたので、長い間、極右政党「国民戦線」と近い関係にあったカトリック原理主義団体AGRIFから十数回も訴えられている。AGRIFは人種差別反対を訴えているが、これは白人キリスト教徒に対する人種差別のことだ。シャルリ・エブドは特にフランス人に対する人種差別を理由に提訴された。カトリック原理主義者にとってフランス人に対する人種差別とは何か。簡単だ。風刺画に描かれた聖母マリアの姿勢や体位が公式伝記に書かれていないものであれば、シャルリーはフランスを侮蔑したということになるのだ。というのも、ルイ13世が自らを、そして自分の国を「神の母」に捧げたときから、フランスと聖母マリアは切っても切り離せない関係になった。したがって、聖母マリアを風刺することは、フランスとフランス人を風刺することになるのだ。(『シャルリー・エブド』編集長シャルブの著書より)
- 『ル・モンド』紙の風刺画家プランチュ[19]

キリストがアフリカに向かってコンドームを投げている画、「神の意志は計り知れない」と題して司祭の小児性愛を風刺した画、司祭らの性的虐待に対する教皇の曖昧な態度を風刺した画など

#### 音楽
- メタル・セラピー・フェスティバル（フランス語版）2006 におけるインペイルド・ナザリーン[20]
- 総合情報中央局（フランス語版）総合情報中央局 （「国内治安総局」参照) によるインペイルド・ナザリーンおよびタガダ・ジョーンズ（フランス語版）の監視[21]
- スナイパー (ヒップホップ) またはムッシューR (Monsieur R) の曲[22]

#### 団体
- HIV啓蒙団体「AIDES」[23]

#### 著名人
- 政治家ミシェル・ロカール（議員の免責特権により保護）[19]
- 作家・作詞家・映画監督ジャック・ランズマン（フランス語版）[24]
- ユーモリスト（芸人）デュドネ (Dieudonné)[24]
- 政治家ジョルジュ・フレッシュ（フランス語版）[19]
- 政治活動家ウーリア・ブテルジャ（フランス語版）[24]

### 勝訴
- 1993年、作家マレク・アレテール（フランス語版）が『フィガロ』紙にアウシュヴィッツの十字架（英語版、フランス語版）[25]をカトリックの責任に帰する記事を掲載したことに対して訴えを起こし、勝訴した[26]。
- 1999年、『ハードロック・マガジン』がエロス・ネクロプシック (Eros Necropsique) の『聖体拝領』とオネイェド・ジャック (Oneyed Jack) の『権力』について紹介したことについて、これをキリスト教社会とフランス人に対する憎悪の扇動であるとして訴えを起こし、『ハードロック・マガジン』は20,000フランの損害賠償金の支払いを命じられた[27]。

なお、AGRIFの公式ウェブサイトには勝訴した訴訟について紹介されているが、上記以外は2、3件程度である。